# Isabel Pantoja (álbum)
Isabel Pantoja es el 17⁰ álbum de estudio homónimo grabado por la cantante española Isabel Pantoja. Fue lanzado al mercado en 1998 bajo el sello discográfico británico Polydor. El álbum contó con la producción de Roberto Livi. Algunas canciones destacadas son "Pero Vas A Extrañarme", "Veneno" y "Soy Como Soy".

## Lista de Canciones
| CD  |                         |          |  |
| N.º | Título                  | Duración |  |
| 1.  | «A Pesar Del Tropezón»  | 4:01     |  |
| 2.  | «Ese Bolero»            | 4:37     |  |
| 3.  | «Pero Vas A Extrañarme» | 3:11     |  |
| 4.  | «Si Todo Se Terminó»    | 3:57     |  |
| 5.  | «Veneno»                | 3:25     |  |
| 6.  | «Puro Amor»             | 3:53     |  |
| 7.  | «Querer No Es Eso»      | 2:46     |  |
| 8.  | «No Es Todo Rosa»       | 3:43     |  |
| 9.  | «Soy Como Soy»          | 3:59     |  |
| 10. | «Nosotros Dos»          | 3:35     |  |